# Spasalus cristinae
Spasalus cristinae là một loài bọ cánh cứng trong họ Passalidae. Loài này được Santos-Silva miêu tả khoa học năm 2001.